# Springfield (Kentucky)
Springfield és una població dels Estats Units a l'estat de Kentucky. Segons el cens del 2000 tenia 2.634 habitants.

## Demografia
Segons el cens del 2000, Springfield tenia 2.634 habitants, 1.166 habitatges, i 711 famílies. La densitat de població era de 405,2 habitants/km².
Dels 1.166 habitatges en un 25,6% hi vivien nens de menys de 18 anys, en un 42,3% hi vivien parelles casades, en un 16,6% dones solteres, i en un 39% no eren unitats familiars. En el 37,2% dels habitatges hi vivien persones soles el 19,6% de les quals corresponia a persones de 65 anys o més que vivien soles. El nombre mitjà de persones vivint en cada habitatge era de 2,2 i el nombre mitjà de persones que vivien en cada família era de 2,88.
Per edats la població es repartia de la següent manera: un 21,8% tenia menys de 18 anys, un 7,7% entre 18 i 24, un 24,9% entre 25 i 44, un 22,7% de 45 a 60 i un 22,9% 65 anys o més.
L'edat mediana era de 42 anys. Per cada 100 dones de 18 o més anys hi havia 72,9 homes.
La renda mediana per habitatge era de 24.430 $ i la renda mediana per família de 35.143 $. Els homes tenien una renda mediana de 29.917 $ mentre que les dones 21.865 $. La renda per capita de la població era de 16.793 $. Entorn del 12,3% de les famílies i el 16% de la població estaven per davall del llindar de pobresa.

## Poblacions més properes
El següent diagrama mostra les poblacions més properes.